# Kuzelita
La kuzelita es un mineral hidróxido cuya composición es Ca4Al2(OH)12[SO4]·6H2O.
Fue descubierto y descrito por H. Pöllmann, T. Witzke y H. Kohler en 1997, y debe su nombre a Hans Jürgen Kuzel (1932–1997), profesor de la Universidad de Erlangen (Alemania) quien sintetizó este compuesto por primera vez.

## Propiedades
La kuzelita es un mineral transparente de color blanco y brillo vítreo.
Es muy blando, con dureza entre 1,5 y 2 en la escala de Mohs, comparable a la del talco o el yeso. Tiene una densidad de 1,99 - 2,02 g/cm³.
Es muy soluble en ácido nítrico.
Cristaliza en el sistema trigonal, clase piramidal.
Contiene un 34% - 36% de calcio (expresado como CaO), un 16% -19% de aluminio (como Al2O3) y aproximadamente un 13% de azufre (como SO3).
Es miembro del grupo mineralógico de la hidrocalumita, el cual a su vez forma parte del supergupo de la hidrotalcita.

## Morfología y formación
La kuzelita forma cristales laminares, de hexagonales a romboidales, de hasta 2 mm de tamaño.
Es un mineral poco frecuente observado en xenolitos carbonáceos en basalto, formado a más de 100 °C por descomposición de la etringita. La kuzelita aparece asociada, además de a la citada etringita, a afwillita, natrolita, calcita, torbermorita, gyrolita, portlandita y apofillita.

## Yacimientos
La localidad tipo de este mineral está en Maroldsweisach (Baviera, Alemania). Los otros yacimientos conocidos también están en Alemania, concretamente en el volcán Bellerberg y en Mendig (Eifel).